# Liparis jumelleana
Liparis jumelleana är en orkidéart som beskrevs av Rudolf Schlechter. Liparis jumelleana ingår i släktet gulyxnen, och familjen orkidéer. Inga underarter finns listade i Catalogue of Life.